# Ушаково (Междуреченский район)
Ушаково — деревня в Междуреченском районе Вологодской области.
Входит в состав Ботановского сельского поселения, с точки зрения административно-территориального деления — в Ботановский сельсовет.
Расстояние по автодороге до районного центра Шуйского — 33 км, до центра муниципального образования Игумницева — 0,5 км.
По переписи 2002 года население — 3 человека.